# 晨光第一線
《晨光第一線》是香港電台第二台的一個晨早節目，是一個綜合新聞、娛樂、教育、財經、資訊的節目，也是香港電台其中一個最長壽節目。節目由上午6時至10時播出，也成為香港電台其中一個播放時間最長的節目。

## 歷史
由香港電台第二台1981年開台伊始，晨早節目已經由車淑梅與伍家廉一起主持，由《清晨開心痫》至《陽光早餐》。1985年，徐億雄創《晨光第一線》，依舊由車淑梅主持，開始了這個長達30年的長壽節目。後來徐憶雄離開，車淑梅一星期五天，配襯五位不同男主持：韋家晴、鄭丹瑞、梁繼璋、伍家廉、倪秉郎。1986年，曾智華加盟，與車淑梅組成夢幻組合。
《晨光第一線》是不少著名節目主持人發跡的地方。車淑梅、曾婉明、陳敬創、羅曼穎、李慧娜（拿拿淋）、黃靜（Kawaii）和何重恩等知名度高的節目主持人，都曾經在這節目擔任主持。其中，曾智華和車淑梅節目中合作超過一萬小時，雖然兩人並非夫妻，但他們的合拍程度令不少人以為他們是以夫妻檔身份主持節目。
now新聞台主播彭晴亦曾經主持《晨光第一線》達四年時間。她在2008年2月29日節目結束後離開本節目，轉往now新聞台工作，並以兼職形式繼續主持香港電台第二台其他節目。其空缺則由侯嘉明代替。
曾智華於2014年1月7日退休，退休前最後主持的節目包括《晨光第一線》和星期六早上的《LTV Café》。他退休前亦是香港電台電台部中文台節目發展總監。
受新型肺炎疫情影響，自2020年7月21日起改為只於逢星期一至五上午8時至10時於香港電台第二台播出，2020年8月25日回復正常時間。
由於香港再受新型肺炎疫情影響，此節目於2020年12月14日起再改為於逢星期一至五上午8時至10時於香港電台第二台播出。

## 歷任主持人
| 日期                         | 主持人                                                                  | 備註  |
| 2002年7月18日前              | 常設主持： 曾智華、車淑梅、陳敬創（兼任節目監製）、Kawaii、彭晴、阿Jack | [ 1 ] |
| 2008年2月29日前              | 常設主持： 曾智華、羅啟新（兼任節目監製）、彭晴、程振鵬                 |       |
| 2014年1月8日前               | 常設主持： 曾智華、羅啟新（兼任節目監製）、程振鵬、侯嘉明               |       |
| 2014年5月29日前              | 常設主持： 何嘉麗、羅啟新（兼任節目監製）、程振鵬、侯嘉明、蔡敬雯       |       |
| 2015年7月20日前              | 常設主持： 何嘉麗、羅啟新（兼任節目監製）、程振鵬、崔潔彤、蔡敬雯       |       |
| 2015年7月20日-2015年8月28日  | 常設主持： 何嘉麗、羅啟新（兼任節目監製）、程振鵬、崔潔彤               |       |
| 2015年8月31日-2015年12月31日 | 常設主持： 何嘉麗、羅啟新（兼任節目監製）、程振鵬、崔潔彤、白原顥       |       |
| 2016年1月1日-2016年1月7日    | 常設主持： 羅啟新（兼任節目監製）、程振鵬、崔潔彤、白原顥               |       |
| 2016年1月8日                 | 常設主持： 羅啟新（兼任節目監製）、侯嘉明、崔潔彤、白原顥               |       |
| 2016年1月11日-2018年1月26日  | 常設主持： 崔潔彤、凌梓維、蒙為亮、蔡敬雯、白原顥                       |       |
| 2018年1月29日-2018年4月13日  | 常設主持： 程振鵬、崔潔彤、凌梓維、蒙為亮、蔡敬雯、白原顥               |       |
| 2018年4月16日-2018年10月12日 | 常設主持： 程振鵬、朱凱婷、凌梓維、蒙為亮、白原顥、侯嘉明               |       |
| 2018年10月15日-2019年3月29日 | 常設主持： 程振鵬、朱凱婷、凌梓維、蒙為亮、白原顥、阿凱、林蕙           |       |
| 2019年4月1日-2020年10月16日  | 常設主持： 程振鵬、朱凱婷、蒙為亮、白原顥、林蕙                         |       |
| 2020年10月19日-2022年7月29日 | 常設主持： 梁榮忠、崔㓗彤、蒙為亮、林蕙、白原顥                         |       |
| 2022年8月1日-2023年4月28日   | 常設主持： 梁榮忠、蒙為亮、林蕙、白原顥                                 |       |
| 2023年5月1日-起              | 常設主持： 蒙為亮、白原顥、林泳怡、孔譯旋                               |       |

## 主持工作分配
其中程振鵬會由上午六時起，一直留守直至上午十時節目完結為止（星期五則會於九時半後離開直播室）。蔡敬雯、何嘉麗、羅啟新就會分別在上午六時半、七時及七時半加入。崔潔彤現時在星期四及星期五擔任固定主持，由早上六時半至十時節目完結為止，在其他日子亦會間中客串。
2015年2月9日開始改變主持工作分配，改由崔潔彤會由上午六時起，一直留守直至早上十時節目完結為止，程振鵬和蔡敬雯（已經於2015年7月20日離開節目）於上午七時加入節目，而何嘉麗和羅啟新於上午七時三十分加入節目。

節目也邀請了不少嘉賓擔任主持。大部分嘉賓每週只會出現一次，負責節目中一至兩個環節，一般不超過十五分鐘，在節目中較活躍的嘉賓有石鏡泉、蔡瀾、李家仁等。有部分嘉賓則會不定期主持節目，通常是當有主持人有一段長時間未能主持節目（例如放假或離港公幹）時擔任替假主持，主持時間視乎缺席的主持人本身的主持時段而定，一般由上午七時起至十時，但如果遇上程振鵬缺席，則由蔡敬雯或崔潔彤主持上午六時至六時半的時段，嘉賓主持有機會提早至六時半加入。無線電視前記者李燦榮、無線電視藝員朱凱婷、香港電台第二台節目主持胡世傑、香港電台數碼三十五台節目主持王耀祖都是較常出現的暫代主持人選。
2015年8月31日開始，逢星期一會由有白原顥在節目出現，而崔潔彤則會逢星期二至五出現節目。
2016年1月1日，何嘉麗離開香港電台。2016年1月8日，羅啟新調往電視台工作，這意味著本節目將於2016年起以年輕人為主線。
2018年1月29日，程振鵬回歸晨光第一線，在上午8時加入節目。
日期不詳，白原顥主持上午6時至7時同步廣播時段，而崔潔彤成為替代主持。
2020年10月19日，梁榮忠回歸香港電台第二台，加入晨光第一線，成為主持。
白原顥6:00，梁榮忠6:30，阿O7:00，kity7:30

## 流程
這是現時節目的大致流程：
06:08：晨光每日一格：分享名人在人生中說過或在書中出現的名言金句
06:15：晨光百科
07:05：晨光交通·天文台：請香港電台交通部的職員到節目報告交通消息，並派主持出外報告天氣環境
07:15 : 晨光大學：每天邀請不同嘉賓，固定嘉賓有何安達、黃岳永、大狀Mic等
07:35：晨光morning call
07:50：體育一周大事回顧：報告足球等體育新聞，不時並訪問嘉賓（星期五）
08:05：晨光財經第一線：邀請嘉賓以談話方式，說說財經
08:35：晨光出雙梁（星期一、四）晨光超新昇（星期五）：
09:05：投資o to o：財經環節，分折市況
09:10：大狀開mic（星期五）
09:35：九點半鐘梁榮忠
09:40：崔神廚房
09:50：我的享樂時代：由主持人分享自己享樂時間
10:00：節目完結
如果節目播放當天為香港中學文憑考試聆聽考試日，上午9:00起的時段由晨光DSE打氣加油站取代。

## 其他同類及同時段節目
- D100PBS
  - VOA新聞天地（05:00-07:00）
  - D100新聞天地（07:00-08:00）
  - 風波裡的茶杯（08:00-11:00）
- 香港電台第一台&第五台
  - 清晨爽利（05:00-06:30）
  - 晨早新聞天地（06:30-08:00）
- 香港電台第一台
  - 千禧年代（08:00-10:00）
- 香港電台第五台
  - 自在早晨（08:00-10:00）
- 商業電台雷霆881
  - 晴朗早晨全餐&在晴朗的一天出發（881）（06:30-10:00）
- 商業電台叱咤903
  - 雲妮鍾情（903）（07:00-08:00）
  - 在晴朗的一天出發（903）（08:00-10:00）
- 新城知訊台
  - 原來生活好快樂（07:00-10:00）
- 新城財經台
  - 香樹輝King King傾（07:00-09:30）

## 節目開始背景音樂
本節目開始時播出的背景音樂為《皮爾金組曲》第一組曲第四幕——《晨歌》（Peer Gynt Suite - Morning Mood）。

## 外部連結
- 晨光第一線節目介紹 （页面存档备份，存于）
- 晨光第一線Facebook專頁

| 前一節目： 輕談淺唱不夜天 | 香港電台第二台節目 星期一至星期五上午6時至10時  | 下一節目： 瘋Show快活人 |
| 前一節目： 輕談淺唱不夜天 | 香港電台普通話台節目 星期一至星期五上午6時至7時 | 下一節目： 音樂早點     |